# 1964年の宝塚歌劇公演一覧
本項目では、1964年の宝塚歌劇公演一覧（1964ねんのたからづかかげきこうえんいちらん）について示す。

## 宝塚公演

### 専科・月・星組合同
- 1月1日 - 1月29日　宝塚大劇場

#### 舞踊集『舞拍子』10場
スタッフ
- 構成・演出： 戸部銀作
- 監修：高木史朗
- 振付：花柳寿応、藤間勘十郎、楳茂都陸平、二世西川鯉三郎
- 音楽：酒井協、高橋廉、入江薫、中元清純
- 音楽指導：野村陽児
- 琴指導：峰川祐川義太夫、竹本三蝶一座
- 装置：荒島鶴吉
- 衣装：小西松茂、中川菊枝
- 照明：今井直次
- 小道具：荒島鶴吉
- 効果：村上茂
- 録音：松永浩志
- 演劇補：植田紳爾
- 演劇助手：阿古健

主な出演
- 人形使い：冨士野高嶺、玉野ひか留
- 三番叟：那智わたる、藤里美保
- 梅の女：黒木ひかる
- 千鳥の女：白雪式娘、暁秀美、平美千代、幾久まゆ美、恵さかえ、御幸沙智子、滝川末子、和歌鈴子
- 柳の歌手：八汐路まり
- 華作りの男：天津乙女
- 桂の局：南悠子
- 侍女：社千代、初風諄
- 藤の歌手：如月美和子
- 清姫：春日野八千代
- 安珍：藤里美保
- 桜子：内重のぼる
- 修験者：美山しぐれ、小柳日鶴、都にしき、上月晃
- 師匠：神代錦
- 内弟子：深山しのぶ
- 青年：高城珠里
- 弟子：水代玉藻
- あやめの女：睦千賀、梓真弓

#### グランド・レビュー『レビューへの招待』24場
スタッフ
- 作・演出：高木史朗
- 音楽：中元清純、寺田瀧雄、吉崎憲治、広瀬健次郎
- 音楽指揮：溝口亮
- 振付：岡正躬、佐々木和男、県洋二、山田卓、朱里みさを
- 奇術指導：松旭斎晃洋
- 装置：石浜日出雄、大藤紀夫、静間潮太郎
- 照明：今井直次
- 小道具：生島道正
- 効果：東信行
- 録音：松永浩志
- 演出助手：阿古健、大関弘政

主な出演
- 那智わたる
- 麻鳥千穂
- 藤里美保
- 内重のぼる
- 深山しのぶ
- 水代玉藻
- 立花公子
- 美山しぐれ
- 上月晃
- 高城珠里
- 八汐路まり
- 槙克巳

### 星組
- 2月1日 - 3月1日　宝塚大劇場

#### タカラヅカ・ミュージカル『虹のオルゴール工場』 20場
スタッフ
- 作・演出：高木史朗
- 音楽：中元清純
- 音楽指揮：溝口尭
- 振付：関矢幸雄
- 装置：石浜日出雄
- 照明：今井直次
- 衣装：静間潮太郎
- 小道具：生島道正
- 効果：村上茂
- 録音：松永浩志
- 演出助手：酒井澄夫

主な出演
- 一郎：那智わたる
- 工場長：水代玉藻
- 男工員：高殿ゆかり、直木玉実
- 女工員：立花公子、大空美鳥、橘香久子、美和久百合
- ミワ子：如月美和子
- 社長令嬢：若山かず美
- 踊るトリオ：千波淳、高城珠里、明左弓
- 一郎の妹：司このみ
- 弟：安芸ひろみ
- 社長：黒木ひかる
- 社長夫人：水穂葉子
- 長野星子：麻鳥千穂

#### ミュージカルロマンス『南の哀愁』 12場
- 作：演出：内海重典

### 月組
- 3月3日 - 3月25日　宝塚大劇場

#### 日本民俗舞踊第六課 四国篇『黒潮』 8場
スタッフ
- 取材・構成：宝塚歌劇団日本・郷土芸能研究会

主な出演
- 竜神：内重のぼる
- 剣の舞、歌う青年：上月晃
- 娘馬子：八汐路まり
- 紺屋の若者：秩父美保子
- 若者：神州洋子、都にしき
- 歌う娘：白峰万里子

#### ミュージカル・ロマンス『南の哀愁』 12場
- 作：演出：内海重典

### 雪組
- 3月27日 - 5月5日　宝塚大劇場

#### 幻想詩『虹色のタングステン』 12場 -谷内六郎画集より-
スタッフ
- 作・演出：高木史朗
- 音楽：中元清純
- 音楽指揮：溝口尭
- 振付：県洋二
- 装置：黒田利邦
- 衣装：静間潮太郎
- 照明：今井直次
- 小道具：生島道正
- 効果：東信行
- 録音：松永浩志
- 音楽：宝塚 映画
- 演出助手：阿古健
- 振付助手：鈴木武

主な出演
- 紙芝居屋のおじさん：大路三千緒
- 時の歌手：淡路通子
- 水の精A：四条秀子、三鷹恵子、朝凪美舟
- 片目の海賊：松乃美登里
- 三郎：真帆志ぶき
- 王子：日夏悠理
- 海の妖精：加茂さくら
- 光子：可奈潤子

#### 春の踊り『花のふるさと物語』 20場
スタッフ
- 作・演出：白井鐡造
- 演出：横澤英雄、菅沼潤
- 音楽：寺田滝夫、河崎恒夫、高井良純、中野潤二、吉崎憲治
- 音楽指揮：野村陽児
- 振付：銭谷信昭、花柳幾久英、花柳寛、喜多弘
- 装置：石浜日出雄
- 衣装：小西松茂、中川菊枝
- 照明：今井直次
- 小道具：生島道正
- 効果：村上茂
- 録音：松永浩志
- 演出助手：大関弘政、岡田敬二
- 振付助手：高木祥次

主な出演
- 天阿弥：大路三千緒
- 母親：淡路通子
- 父親：桂木ゆたか
- 良秀：松乃美登里
- 藤丸：真帆志ぶき
- さなえ：日夏悠理
- 六条君：加茂さくら
- 忠太：清川はやみ

### 専科・花・雪組
- 5月7日 - 5月31日　宝塚大劇場

#### 祝寿『宝寿』 12場
スタッフ
- 作・演出：白井鐡造
- 作詞・演出：菅沼潤
- 演出：横澤秀雄
- 音楽：十時一夫、高橋廉、中井光靖、高井良純、寺田瀧雄、望月太明十郎
- 音楽指導：橋本和明
- 振付：花柳幾久英、花柳錦之輔、藤間勘寿朗、花柳寛
- 装置：海老名正夫、荒島鶴吉
- 衣装：小西松茂、中川菊枝
- 照明：北辻芳一
- 小道具：生島道正
- 効果・作詞：中井槙夫
- 録音：松永浩志
- 演出補：小原弘亘
- 演出助手：岡田敬二
- 振付助手：高木祥次

主な出演
- 雪娘、牛若丸、扇獅子：天津乙女
- 若衆、大天狗：冨士野高嶺
- 踊る娘A：睦千賀、黒木ひかる
- 翁、若衆、光源氏、僧：春日野八千代
- 技芸天、若衆、歌う若衆：淀かほる
- 人形使い：美吉佐久子
- 千弥：桃山千歳
- 花光：星空ひかる
- 夕顔：白雪式娘
- 歌う若衆：麻鳥千穂
- 千歳：近衛真理
- 若衆：甲にしき、亜矢ゆたか

#### グランドレビュー『レビュー・オブ・レビューズ』 24場
作・演出は高木史朗、演出は鴨川清作。

### 専科・星・月組
- 6月2日 - 6月28日　宝塚大劇場

#### 祝寿『宝寿』 12場
（続演）
- 作・演出：白井鐡造
- 作詞・演出：菅沼潤
- 演出：横澤秀雄

#### グランドレビュー『レビュー・オブ・レビューズ』 24場
続演。作・演出は高木史朗、演出は鴨川清作。

### 花組
- 6月30日 - 8月2日　宝塚大劇場

#### ミュージカル・ロマンス『洛陽に花散れど』 10場
スタッフ
- 作・演出：菅沼潤
- 音楽：十時一夫、高井良純、寺田瀧雄、望月太明十郎
- 音楽指導：溝口尭
- 振付：花柳寛、花柳雅人
- 装置：黒田利邦、大藤紀夫
- 衣装：小西松茂、中川菊枝
- 照明：久保安太郎
- 小道具：生島道正
- 効果：中井槙夫
- 録音：松永浩志
- 演出助手：酒井澄夫

主な出演
- 石田三成：美吉佐久子
- 淀の方：桃山千歳
- 山三：星空ひかる
- 瓶江：水穂洋子
- 猿岩：麻鳥千穂
- 百合江：美和久百合
- 阿国：甲にしき
- 綾丸：亜矢ゆたか

#### ミュージカル・コメディ『天使が見ている』 20場
スタッフ
- 作・演出：横澤秀雄
- 音楽：川崎恒夫、中元清純、中野潤二、吉崎憲治、前田憲男
- 音楽指導：溝口尭
- 振付：岡正躬、佐々木和男、朱里みさを、喜多弘
- 装置：石浜日出雄
- 衣装：静間潮太郎
- 照明：北辻芳一
- 小道具：生島道正
- 効果：東信一
- 録音：松永浩志
- 演出補：柴田侑宏
- 演出助手：大関弘政
- 振付助手：鈴木武

主な出演出演
- 支配人：美吉佐久子
- 天使ハップ：星空ひかる
- 天使ラック：水穂葉子
- 宣伝部長麻田：麻鳥千穂
- 増沢マリ：近衛真理
- 技術部長：平美千代
- 宮川社長：美和久百合
- 甲沼アキラ：甲にしき
- 三田信子：北原真紀

### 月組
- 8月4日 - 8月31日　宝塚大劇場

#### 日本民俗舞踊第7集 琉球八重山編『ユンタ』 1場
- 構成は郷土芸能研究会、演出は渡辺武雄、脚本・演出は川井秀幸

#### グランド・ショウ『日本の旋律』30場
スタッフ
- 作・演出：高木史朗
- 振付：岡正躬、佐々木和男、県洋二、花柳錦之輔、藤間勘寿郎
- 音楽：中元清純、高井良純、吉崎憲治
- 音楽指揮：溝口尭
- 装置：石浜日出雄
- 衣装：静間潮太郎、中川菊枝
- 照明：今井直次
- 小道具：生島道正
- 効果：坂上勲
- 録音：松永浩志
- 演出補：植田紳爾
- 演出助手：酒井澄夫、岡田敬二
- 振付助手：鈴木武

主な出演
- 竜王、傾城、鳶頭：春日野八千代
- 公達、ある女：淀かほる
- 武士、櫛の女、大学生：内重のぼる
- 安来節の女：黒木ひかる
- 奴、民謡の男：上月晃
- 戦いの姫、歌う子守：八汐路まり
- 若殿：古城都
- 姫：初風諄

### 花組
- 9月2日 - 9月29日　宝塚大劇場

#### 舞踊劇『狐貉狸さん』 12場
作・演出は植田紳爾。

#### ミュージカル・レビュー『世界は一日』 24場
スタッフ
- 作・演出：内海重典
- 音楽：入江薫、中井光晴、河崎恒夫、中野潤二、寺田瀧雄、吉崎憲治
- 音楽指揮：橋本和明
- 振付：渡辺武雄、河上五郎、岡正躬、佐々木和男、喜多弘、大滝愛子、朱里みさを
- 装置：石浜日出雄
- 衣装：静間潮太郎
- 照明：今井直次
- 小道具：生島道正
- 効果：村上茂
- 録音：松永浩志
- 演出補：小原弘亘
- 演出助手：海野洋司
- 振付助手：高木祥次

主な出演
- アルフレッド：美吉佐久子
- 春本正雄：星空ひかる
- エアホステル：白雪式娘、水穂葉子、美和久百合、北野真紀
- 歌う紳士：麻鳥千穂、上月晃
- ブロードウェーの若者：甲にしき
- 花園：亜矢ゆたか
- フランツ：内重のぼる

### 雪組
- 10月1日 - 10月29日　宝塚大劇場

#### 民話劇『笹四郎の笛』 12場
スタッフ
- 作・演出：宇野信夫
- 音楽：十時一夫、堤一夫
- 音楽指導：野村陽児
- 振付：藤間勘寿朗
- 装置：石浜日出雄
- 衣装：小西松茂、中川菊枝
- 照明：久保安太郎、今井直次、棚橋守
- 小道具：上田特市
- 効果：坂上勲
- 録音：松永浩志
- 演出補：柴田侑宏
- 演出助手：高木祥次

主な出演
- 地蔵様：大路三千緒
- 女乞食：淡路通子
- 観音様：三鷹恵子
- 楢蔵：桂木ゆたか
- 鼓大尽：松乃美登里
- 笹四郎：真帆志ぶき
- たけ：日夏悠理
- 金魚売り：郷ちぐさ

#### ミュージカル・ファンタジー『アンコール・ワット』 24場
- 作・演出は鴨川清作

### 星組
- 10月31日 - 11月30日　宝塚大劇場

#### ミュージカル・ロマンス『シャングリラ』 2部26場
- 作・演出は菊田一夫、演出は鴨川清作

### 雪組
- 12月3日 - 12月27日　宝塚大劇場

#### ミュージカル・プレイ『海に生きる』 10場
スタッフ
- 作・演出：川井秀幸
- 音楽：中元清純、河崎恒夫
- 音楽指導：野村陽児
- 振付：渡辺武雄
- 装置：黒田利邦、多田利邦、多田恒夫
- 衣装：小西松茂、中川菊枝
- 照明：北辻芳一
- 小道具：上田特市
- 効果：坂上勲
- 録音：松永浩志
- 演出助手：大関弘政、高木祥次

主な出演
- 権太：大路三千緒
- 恵美：三鷹恵子
- 網元：桂木ゆたか
- 村長：松乃美登里
- 正男：真帆志ぶき
- 茉莉：日夏悠理
- ミヨ：可奈潤子
- 作次：牧美佐緒

#### ミュージカル・コメディ『ブロードウェイ・テンペスト』 16場
- 作・演出は小原弘稔

## 東京公演
（）内は、作者または演出者名。

### 雪・花組
- 1月1日 - 1月28日　新宿コマ劇場
  - 『南の哀愁』（内海重典）

（雪組2日から16日昼・17日から28日夜、花組2日から16日夜・17日から28日昼）
- - 『これぞ!タカラヅカ』（高木史朗）

特別出演
- 淀かほる、秩父美保子、北原真紀

### 花組
- 3月7日 - 3月31日　東京宝塚劇場
  - 『虹のオルゴール工場』（高木史朗）
  - 『祝歌』（内海重典　演出）
  - 『フェスタ・宝塚』（内海重典）

特別出演
- 天津乙女、黒木ひかる

### 星組
- 4月4日 - 4月29日　東京宝塚劇場
  - 『シャングリラ』（菊田一夫）

特別出演
- 春日野八千代、神代錦、淀かほる、美吉左久子

### 専科・雪組
- 7月4日 - 7月29日　東京宝塚劇場
  - 『宝寿』（白井鐡造）
  - 『クレオパトラ』（菊田一夫　作、鴨川清作　演出）

特別出演（名字のみ）
- 天津、春日野、冨士野、岬、立花、上月

### 星・雪組
- 8月2日 - 8月28日　東京宝塚劇場
  - 『砂に描こうよ』（菊田一夫　作・演出、鴨川清作　演出）
  - 『レビュー・オブ・レビューズ』（高木史朗、鴨川清作　演出）

### 月組
- 10月3日 - 10月27日　東京宝塚劇場
  - 『ユンタ』（郷土芸能研究会　構成、渡辺武雄　演出、川井秀幸　脚本）
  - 『日本の旋律』（高木史朗）

### 花組
- 10月31日 - 11月25日　東京宝塚劇場
  - 『洛陽に花散れど』（菅沼潤）
  - 『世界は一日』（内海重典）

## 宝塚・東京以外の公演
（）内は、作者または演出者名。

### 雪組
- 2月6日 - 3月3日　鹿児島、八代、熊本、久留米、佐賀、佐世保、長崎、福岡、下関、防府、呉、広島、尾道、岡山、高知、徳島、宇和島、松山、新居浜、高松
  - 『火の鳥』（郷土芸能研究会　構成）
  - 『タカラジェンヌに栄光あれ』（高木史朗）

### 星組
- 3月7日 - 3月13日　田川、小倉、別府、延岡、都城
  - 『海のうた・山の歌』
  - 『南の哀愁』（内海重典）

### 月組
- 4月6日 - 5月2日　伊勢、津、四日市、岐阜、一宮、福井、金沢、高岡、富山、高田、長岡、新潟、山形、秋田、弘前、青森、八戸、松本、伊那、長野、大垣、豊橋
  - 『花のみちのく』（郷土芸能研究会　構成）
  - 『南の哀愁』（内海重典）

### 雪組
- 11月6日 - 11月9日
  - 『火の鳥』（郷土芸能研究会　構成）
  - 『タカラジェンヌに栄光あれ』（高木史朗）

### 花組
- 12月3日・4日　丸物貸切京都公演
  - 『洛陽に花散れど』（菅沼潤）
  - 『世界は一日』（内海重典）

- 12月13日 - 12月20日　名古屋・名鉄ホール
  - 『洛陽に花散れど』（菅沼潤）
  - 『世界は一日』（内海重典）